# Нарсісо Вентальйо
Нарсісо Вентальйо (ісп. Narcís Ventalló, 17 жовтня 1940 — 22 грудня 2018) — іспанський хокеїст на траві.
Бронзовий призер Олімпійських Ігор 1960 року, учасник 1964, 1968 років.